# Mărăndeni, Fălești
Mărăndeni este o localitate în Raionul Fălești, Republica Moldova.
MĂRĂNDENI – localitate mare, în regiune de coline, pe partea stângă a magistralei M14 Brest - Odessa, în apropierea de răscrucea șoselei Fălești – Bălți, la 6 km sud de gara Răuțel. Are hotar cu satele Răuțel la nord, Hiliuți la vest, Natalievca la est, Glinjeni la sud. În  jurul așezării se văd hârtoape împădurite, pe costișe – livezi întinse. Moșia satului e marcată cu 4 movile funerare, moștenite din adâncul tumultos al istoriei. 
La început siliștea purta toponimul Smărăndeni, de la numele Smaranda, o moșiereasă care venise aici de prin părțile Hotinului prin 1818 cu întreaga sa familie. Rămasa văduva, Smaranda a devenit capul familiei si pentru a-si lucra pământurile a chemat oameni din alte părți. Curtea ei era situata în mahalaua veche de astăzi. În jurul curții au început a se construi case, a se largi suprafețele populate. După decesul Smarandei, localnicii au hotărât sa dea denumirea acestei așezări in numele moșieresei lor Smaranda, adică Smărăndeni. Cu timpul aceasta denumirea s-a modificat ajungând denumirea de astăzi Mărăndeni. Localitatea a fost menționată în scris la 8 august 1847. Primele familii care au trecut cu traiul aici au fost familiile: Banu veniți din Soloneț, Gorban - veniți din Ceabrii. Veniții au ales locul pentru sat pe malul râpii, deoarece apa e mai aproape de suprafața pământului, ca exemplu, cișmeaua de lângă familia Bercea, care se păstrează si până astăzi. Având pământuri mănoase, bogate în humus și izvoare, noua așezare de pe moșia boierească se extinse repede. Către sf. sec. XIX, la recensământul din 1897, Mărăndenenii au intrat în condica așezărilor basarabene ce depășeau 500 de suflete. În acel an satul număra 1270 de oameni (647 de bărbați și 623 de femei), dintre care 1260 erau ortodocși. 
La 1904 Zamfir Arbore văzu localitatea cu ochi de geograf și statistician: ,,Mărăndeni, sat mare în jud. Bălți, volostea Slobozia-Bălți, spre est de șoseaua Bălți-Sculeni. Are 172 case, cu o populație de 920 de suflete. Țăranii posedă pământ de împroprietărire 1231 desetine. Proprietarii Agop și Sergiu Popovici au 2172 desetine. Sunt vii, prisăci și livezi de pomi…,,
Ce epidemii și cataclisme au putut să zdruncine atât de mult populația că în decurs de 7 ani (1897-1904) au micșorat satul cu 350 de suflete? Țăranii au trecut la muncă în orașul Bălți, ori s-au lăsat măguliți și au plecat în regiuni îndepărtate din Rusia să se pricopsească cu pământ? Acest fapt rămâne o enigmă.
Se știe cu precizie că în 1933 din cei 564 de copii de vârstă școlară la Mărăndeni erau înscriși în cataloage numai 196, deși satul dispunea de 4 învățători – Gheorghe Ciomârtan, Emil Andreeșanu, Constantin Dumitriu și Teodora Balcan.
Apoi evenimentele au luat o întorsătură bruscă și tragică. La 22 iunie 1941 s-a început cel de-al doilea război mondial, iar în 1944-1945 au fost mobilizați în armata roșie peste 100 de oameni. Când s-au lăsat zilele de pace, satul rămase văduvit de 38 de bărbați. În cartea gloriei militare sunt înscriși pe vecie: Grigore Baciu (192-1945), Filaret Baghici (1924-?), Șulim Bahner (1923-?), Vasile Banu (1905-1945), Vasile Cadeniuc (1900-1945), Alexei Cazacu (1917-1944), Ion Cojocaru (1922-1945), Toma Creangă (1912-1945), Andrei Crîșmaru (1903-1945), Anton Donțu (1909-1945), Filip Donțu (1925-1944), Gheorghe Drențu (1913-1944), Vasile Fruntașu (1915-1944),  Constantin Jitariuc (1922-1944), Constantin Ioxa (1914-1944), Ion Lavric (1921-1945), Maxim Lavric (1900-1945), Alexandru Liproseanu (1924-1945), Tudor Lupașcu (1908-1945), Vasile Lupașcu (1915-1945), Anton Mitrofan (1922-1945), Iosif Motincu (1915-1944), Tudor Oboroc (1927-1944), Pavel Olaru (1910-1945), Tudor Pasecinic (1921-1945), Vasile Pasecinic (1901-1945), Ștefan Peliț (1923-1944), Sava Pîtranco (1900-1945), Vasile Poslic (1901-1945), Mihail Prodan (1922-1944), Fadei Sivaev (1910-1945), Nicolae Stîncă (1921-1945), Emilian Șciuca (1917-1945), Petru Teiman (1900-1944), Constantin Terman (1925-1945), Pavel Ulanov (1916-1945), Anton Vetrici (1925-1945), Nicolae Vetrici (1917-1944).
Deportările staliniste au acutizat și mai mult durerea oamenilor. Din Mărăndeni au fost strămutați în regiunile siberiene Tomsk, Irkutsk, Kurgan:  Anastasia Banu, Iacob Banu, Domnica Bercea, Elena Cazacu, Emilian Cazacu, Loghin Cazacu, Nicolae Cazacu, Parascovia Cazacu, Toma Certan, Ana Crilic, Nina Crilic, Ion Isac, Ana F. Moraru, Ana V. Moraru, Anatol Moraru, Chiril Moraru, Gheorghe Moraru, Ion  Moraru, Nadejda Moraru, alexandra Olaru, Ecaterina Olaru, Ion Olaru, Margareta Olaru, Nicolae Olaru, Petru Olaru, Vasile Olaru, Irina Pinteac, Ana Popovici, Grigore Popovici, Maria Popovici, Simion Prodan, Ana Raranceanu, Andrei Raranceanu, Boris Raranceanu, Haralampie Rogojină, Vasile Vascan, Gheorghe Vetrici, Grigore Vetrici, Ion Vetrici, Ion Vetrici, Mihail Vetrici, Roman Vetrici, Varvara Vetrici, Vasile Vetrici, Stepanida Vetrici.
Colhozul ,,Miciurin,, prin anii 70-80 ai secului trecut, își făcuse bun renume în r-nul Fălești prin hărnicia și eforturile țăranilor. Având în 1973 o populație de 3141 de locuitori, Mărăndenenii dădeau anual producție de peste 2 mln. de ruble., cultivând intensiv sfecla de zahăr, floarea soarelui, tutun, cerealiere, îngrijind bine plantațiile de livezi. Rentabilitatea depășea 62%. Deci nu-i de mirare că în acea perioadă construcțiile de case și așezăminte social-culturale luase o amplă desfășurare.
Despre sătenii acestui sat se poate spune că sunt harnici, îndrăgostiți cu patimă de natura ce-i înconjoară, înzestrați cu un spirit inventiv de gospodărie.
În prezent, satul Mărăndeni se întinde pe o suprafață de 4326 ha, cu o populație de 3150 de locuitori și 1142 de gospodării. Pe teritoriul satului activează moară, punct de colectare a floarea-soarelui, biserică, gimnaziu , grădiniță de copii, casă de cultură, 2 biblioteci, centru medical, oficiu poștal, ateliere de prestarea serviciilor populației, câteva magazine și baruri. În centru satului se află Monumentul Eroilor căzuți în cel de-al doilea război mondial.

## Administrație și politică
Componența Consiliului local Mărăndeni (11 consilieri), ales la 5 noiembrie 2023, este următoarea:
|  | Partid                                       | Consilieri | Componență | Componență | Componență | Componență | Componență | Componență | Componență | Componență | Componență | Componență |
|  | -------------------------------------------- | ---------- | ---------- | ---------- | ---------- | ---------- | ---------- | ---------- | ---------- | ---------- | ---------- | ---------- |
|  | Partidul Social Democrat European            | 10         |            |            |            |            |            |            |            |            |            |            |
|  | Partidul Socialiștilor din Republica Moldova | 1          |            |            |            |            |            |            |            |            |            |            |